# 魯郡
魯郡（ろ-ぐん）は、中国にかつて存在した郡。漢代から唐代にかけて、現在の山東省南部に設置された。

## 概要
秦のとき、魯の故地に薛郡が置かれた。
紀元前201年（前漢の高帝6年）、劉交が楚王となると、薛郡は楚国に属した。紀元前186年（高后2年）、張偃が魯王となると、魯国が立てられた。前漢の魯国は豫州に属し、魯・卞・汶陽・蕃・騶・薛の6県を管轄した。
後漢のとき、魯国は魯・騶・蕃・薛・卞・汶陽の6県を管轄した。
晋のとき、魯郡は魯・汶陽・卞・鄒・蕃・薛・公丘の7県を管轄した
北魏のとき、魯郡は兗州に属し、魯・汶陽・鄒・陽平・新陽の5県を管轄した。
583年（開皇3年）、隋が郡制を廃すると、魯郡は廃止されて、兗州に編入された。606年（大業2年）、兗州が魯州と改められた。607年（大業3年）に州が廃止されて郡が置かれると、魯州が魯郡と改称された。魯郡は瑕丘・任城・鄒・曲阜・泗水・平陸・龔丘・梁父・博城・嬴の10県を管轄した。
622年（武徳5年）、唐が徐円朗を平定すると、魯郡は兗州と改められ、任城・瑕丘・平陸・龔丘・曲阜・鄒・泗水の7県を管轄した。742年（天宝元年）、兗州は魯郡と改称された。758年（乾元元年）、魯郡は兗州と改称され、魯郡の呼称は姿を消した。